# Siergiej Scheidemann
Siergiej Michajłowicz Scheidemann (ros. Сергей Михайлович Шейдеман; ur. 18 sierpnia 1857, zm. do 1922 ?) – rosyjski wojskowy, generał kawalerii.

## Życiorys
Ukończył Gimnazjum Wojskowe im. Piotra Wielkiego w Połtawie i Michajłowską Oficerską Szkołę Artylerii. W szeregach wojska od 1874. Oficer od 12 maja 1877. Uczestnik wojny rosyjsko–tureckiej 1877–1878. Po wojnie służył w 3 Gwardyjskiej Grenadierskiej Brygadzie Artylerii. W 1883 ukończył Nikołajewską Akademię Sztabu Generalnego, od tego czasu zaliczony do oficerów Sztabu Generalnego. Później służył w sztabie Kijowskiego Okręgu Wojskowego. W okresie od grudnia 1888 do grudnia 1889 dowódca dywizjonu w 34 Pułku Dragonów, potem starszy adiutant w sztabie 11 Dywizji Kawalerii, oficer do zadań specjalnych w sztabie 2 Korpusu Armijnego. Od sierpnia 1892 w sztabie Wileńskiego Okręgu Wojskowego. Od maja do listopada 1895 w sztabie 4 Pskowskiego Pułku Dragonów Gwardii Cesarskiej. Od 2 grudnia 1896 szef sztabu 4 Dywizji Kawalerii. W marcu 1901 dowódca 1 Moskiewskiego Pułku Dragonów Gwardii Cesarskiej, a od maja 1902 pomocnik szefa sztabu, a od maja 1905 kwatermistrz Moskiewskiego Okręgu Wojskowego. Od 27 listopada 1906 szef sztabu Nadamurskiego Okręgu Wojskowego, od sierpnia 1908 dowódca 3 Dywizji Kawalerii. Od 15 maja 1912 dowódca 2 Korpusu Armijnego. 6 grudnia 1913 mianowany generałem kawalerii. 
I wojnę światową rozpoczął w składzie 2 Armii gen. A. Samsonowa. 22 sierpnia 1914 z Korpusem wszedł w skład 1 Armii gen. P. von Rennenkampfa. Po samobójstwie gen. Samsonowa przejął dowództwo 2 Armii. 7 października 1914 wojska niemieckie pod dowództwem gen. von Mackensena pod Grójcem uderzyły na Armię Scheidemanna. 11 października Scheidemann zmuszony został do wycofania 2 Syberyjski Korpus Armijny, ze składu Armii, do fortów Twierdzy Warszawskiej, celem otrzymania pomocy od sił ześrodkowujących się: 1, i 4 Korpusów Armijnych oraz 1 Syberyjskiego Korpusu Armijnego. Po tym sztab frontu zażądał od Scheidemanna „nie chowania się za mury twierdzy, a tylko oparcia się o nie”. 14 października siłami 4 i 1 Korpusu Armijnego, 1 i 2 Syberyjskich Korpusów Armijnych uderzył na siły gen. von Mackensena w rejonie Pruszkowa. W dniach 15–17 października wyparły siły niemieckie, zajęły Błonie, a siłami oddziałów kawalerii gen. Nowikowa – Sochaczew. Mając ponad dwukrotną przewagę w siłach oraz powodzenie w walkach nie aktywizował działań obawiając się o skrzydła i wyrażając niezdecydowanie. Prowadząc powolne działania zaczepne 24 października siły jego armii odrzuciły 9 Armię niemiecką za rz. Rawkę. 27 października siły niemieckie oderwały się od armii Scheidemanna. 1 listopada Scheideman zajął Łódź.
14 listopada Niemcy natarli na rosyjski 2 Korpus Armijny, odrzucając go w kierunku Kutna, a 15 listopada rozbili go, czym zrobili lukę między 1 i 2 Armia rosyjską. Jednocześnie rosyjski 23 Korpus Armijny pod naporem przeważających sił niemieckich wycofywał się w kierunku Łodzi. Po klęsce pod Kutnem wojska niemieckie zaczęły rozwijać natarcie na Łowicz. 19 listopada Grupa wojsk niemieckich pod dowództwem gen. Reinharda von Scheffer-Boyadela okrążyła prawe skrzydło 2 Armii i wyszła na jej tyły, zajmując Brzeziny i Koluszki. 20 listopada Grupa gen. Scheffera wyszła na południowy skraj Łodzi. W celu stabilizacji sytuacji dowództwo rosyjskie przekazało dowództwo w rej. Łodzi gen. P.A. Plehve. Dowódca Frontu – gen. N.W. Ruzski wydał rozkaz wycofania. Po zakończeniu operacji gen. Scheidemann został oskarżony przez gen. Ruzskiego o "niezrozumienie sytuacji wojsk" i 5 grudnia 1914 przekazał dowodzenie 2 Armią gen. W.W. Smirnowowi. Wyznaczony został na dowódce 1 Turkiestańskiego Korpusu Armijnego. 
Gen. Scheidemann z 1 Turkiestańskim Korpusem z powodzeniem walczył w składzie 3 Armii rosyjskiej w czasie operacji zaczepnych Frontu Południowo-Zachodniego w 1916. W czasie kontrnatarcia 3 Armii, w dniach 5–9 lipca, w czasie walk pod Tumaniem i Rozinicą rozbił Grupę austro-węgierską gen. Fata i forsował rz. Stochód. W dniach 10–11 lipca wojska niemieckie zmusiły do odwrotu Korpus Scheidemanna za rz. Stochód. Próby przywrócenia położenia nie przyniosło rezultatu. W końcu listopada 1916 silna powódź na Stochodzie doprowadziła do 50% strat w siłach Korpusu, które zajmowały przyczółek Czerwiszczeński. Około 50% żołnierzy korpusu miało odmrożenia bądź chorowało. W wyniku tego Korpus został wycofany z frontu. 
4 czerwca 1917 gen. Scheidemann na skutek choroby został skierowany do rezerwy kadrowej Kijowskiego Okręgu Wojskowego. Po  przewrocie październikowym 1917 w Rosji został wyznaczony na dowódcę 10 Armii. 
W 1918 wstąpił do Armii Czerwonej i został wyznaczony na szefa Oddziału Riazańskiej Zasłony Rejonu Moskiewskiego. Później dowodził dywizją, po czym był wykładowcą na uczelni wojskowej. Według niektórych danych zmarł w więzieniu.

## Awanse
- podporucznik – 12 maja 1877
- porucznik – 1878
- sztabskapitan – 1883
- kapitan – 1885
- podpułkownik – 1890
- pułkownik – 1894
- generał major – 1902
- generał lejtnant – 1907
- generał kawalerii – 1913